# Indywidualne Mistrzostwa Ligi Juniorów na Żużlu 2014
Indywidualne Mistrzostwa Ligi Juniorów na Żużlu 2014 – zawody żużlowe, mające na celu wyłonienie medalistów indywidualnych mistrzostw Ligi Juniorów w sezonie 2014. W finale zwyciężył Patryk Malitowski.

## Finał
- Częstochowa, 25 września 2014
- Sędzia: Artur Kuśmierz

| Msc. | Zawodnik              | Klub                  | Pkt   |             |  |
| ---- | --------------------- | --------------------- | ----- | ----------- |  |
| 1    | Patryk Malitowski     | Sparta Wrocław        | 13    | (2,3,2,3,3) |  |
| 2    | Paweł Przedpełski     | Unibax Toruń          | 12 +3 | (2,3,3,3,1) |  |
| 3    | Tobiasz Musielak      | Unia Leszno           | 12 +2 | (3,3,3,1,2) |  |
| 4    | Artur Czaja           | Włókniarz Częstochowa | 10    | (3,0,2,2,3) |  |
| 5    | Kamil Adamczewski     | Falubaz Zielona Góra  | 10    | (0,2,3,3,2) |  |
| 6    | Bartosz Smektała      | Unia Leszno           | 8     | (3,1,0,1,3) |  |
| 7    | Marcin Nowak          | Unia Leszno           | 8     | (3,0,1,3,1) |  |
| 8    | Adam Strzelec         | Falubaz Zielona Góra  | 8     | (2,3,1,2,0) |  |
| 9    | Oskar Fajfer          | Unibax Toruń          | 8     | (2,2,t,1,3) |  |
| 10   | Alex Zgardziński      | Falubaz Zielona Góra  | 8     | (1,1,2,2,2) |  |
| 11   | Mateusz Borowicz      | Unia Tarnów           | 7     | (1,2,3,0,1) |  |
| 12   | Adrian Cyfer          | Stal Gorzów Wlkp.     | 6     | (0,1,1,2,2) |  |
| 13   | Oskar Ajtner-Gollob   | Unibax Toruń          | 3     | (1,2,0,0,0) |  |
| 14   | Ernest Koza           | Unia Tarnów           | 3     | (1,0,2,u,w) |  |
| 15   | Dominik Kossakowski   | Wybrzeże Gdańsk       | 2     | (0,1,1,0,0) |  |
| 16   | Hubert Łęgowik        | Włókniarz Częstochowa | 1     | (0,0,0,1,0) |  |
| 17   | rez. Oskar Polis      | Włókniarz Częstochowa | 1     | (1)         |  |
| 18   | rez. Rafał Malczewski | Włókniarz Częstochowa | 0     | (0)         |  |

Bieg po biegu:
1. Czaja, Przedpełski, Koza, Adamczewski
2. Smektała, Fajfer, Ajtner-Gollob, Łęgowik
3. Nowak, Strzelec, Zgardziński, Kossakowski
4. Musielak, Malitowski, Borowicz, Cyfer
5. Malitowski, Fajfer, Zgardziński, Koza
6. Strzelec, Ajtner-Gollob, Cyfer, Czaja
7. Musielak, Adamczewski, Kossakowski, Łęgowik
8. Przedpełski, Borowicz, Smektała, Nowak
9. Borowicz, Koza, Kossakowski, Ajtner-Gollob
10. Musielak, Czaja, Nowak, Malczewski (Fajfer t)
11. Adamczewski, Zgardziński, Cyfer, Smektała
12. Przedpełski, Malitowski, Strzelec, Łęgowik
13. Nowak, Cyfer, Łęgowik, Koza (u4)
14. Malitowski, Czaja, Smektała, Kossakowski
15. Adamczewski, Strzelec, Fajfer, Borowicz
16. Przedpełski, Zgardziński, Musielak, Ajtner-Gollob
17. Smektała, Musielak, Polis (Koza w/2min), Strzelec
18. Czaja, Zgardziński, Borowicz, Łęgowik
19. Malitowski, Adamczewski, Nowak, Ajtner-Gollob
20. Fajfer, Cyfer, Przedpełski, Kossakowski
21. Bieg dodatkowy o 2. miejsce: Przedpełski, Musielak